# Leerdam
Leerdam  è stata una municipalità dei Paesi Bassi di 20 610 abitanti situata nella provincia di Utrecht.
La città è soprattutto conosciuta per la produzione di vetro, del suo formaggio (il "Leerdammer") ed è conosciuta per il suo centro storico. La squadra di calcio locale è il LRC Leerdam.
Il 1º gennaio 2019 la municipalità di Leerdam è confluita, insieme a Vianen e Zederik, nel nuovo comune di Vijfheerenlanden.